# Kuurarivier
De Kuurarivier (Zweeds: Kuurajoki) is een rivier in de Zweedse provincie Norrbottens län. De rivier verbindt het Kuurameer met de Puostirivier. De rivier is ongeveer twee kilometer lang.